# مسجد باكتنغ
مسجد باكتنغ (بالفارسية: مسجد پاکتنگ) هو مسجد تاريخي يعود إلى عصر القاجاريون، ويقع في كرمان.